# Episodi di Alfred Hitchcock presenta (serie televisiva 1955) (prima stagione)

La prima stagione della serie televisiva Alfred Hitchcock presenta è composta da 39 episodi, trasmessi per la prima volta negli Stati Uniti sulla CBS tra il 2 ottobre 1955 e il 24 giugno 1956. 
| n° | Titolo originale                     | Titolo italiano                               | Prima TV USA     | Prima TV Italia |
| -- | ------------------------------------ | --------------------------------------------- | ---------------- | --------------- |
| 1  | Revenge                              | Vendetta                                      | 2 ottobre 1955   |                 |
| 2  | Premonition                          | Presentimento                                 | 9 ottobre 1955   | 27 aprile 1959  |
| 3  | Triggers in Leash                    | Grilletti al guinzaglio                       | 16 ottobre 1955  | 25 marzo 1959   |
| 4  | Don't Come Back Alive                | Non tornare viva                              | 23 ottobre 1955  |                 |
| 5  | Into Thin Air                        | Nell'aria rarefatta                           | 30 ottobre 1955  |                 |
| 6  | Salvage                              | Salvataggio                                   | 6 novembre 1955  |                 |
| 7  | Breakdown                            | Crollo nervoso                                | 13 novembre 1955 |                 |
| 8  | Our Cook's a Treasure                | La nostra cuoca è un tesoro                   | 20 novembre 1955 |                 |
| 9  | The Long Shot                        | Scommessa azzardata                           | 27 novembre 1955 |                 |
| 10 | The Case of Mr. Pelham               | Il caso del signor Pelham                     | 4 dicembre 1955  |                 |
| 11 | Guilty Witness                       | Il testimone colpevole                        | 11 dicembre 1955 | 30 aprile 1959  |
| 12 | Santa Claus and the Tenth Avenue Kid | Babbo Natale e il ragazzo della Decima strada | 18 dicembre 1955 |                 |
| 13 | The Cheney Vase                      | Il vaso di Cheney                             | 25 dicembre 1955 |                 |
| 14 | A Bullet for Baldwin                 | Una pallottola per Baldwin                    | 1º gennaio 1956  |                 |
| 15 | The Big Switch                       | Scambio                                       | 8 gennaio 1956   | 23 aprile 1959  |
| 16 | You Got to Have Luck                 | Bisogna avere fortuna                         | 15 gennaio 1956  |                 |
| 17 | The Older Sister                     | La sorella maggiore                           | 22 gennaio 1956  |                 |
| 18 | Shopping for Death                   | La morte in vendita                           | 29 gennaio 1956  |                 |
| 19 | The Derelicts                        | I derelitti                                   | 5 febbraio 1956  |                 |
| 20 | And So Died Riabouchinska            | E così morì Riabouchinska                     | 12 febbraio 1956 |                 |
| 21 | Safe Conduct                         | Salvacondotto                                 | 19 febbraio 1956 |                 |
| 22 | Place of Shadows                     | Il posto delle ombre                          | 26 febbraio 1956 |                 |
| 23 | Back for Christmas                   | Ci rivedremo a Natale                         | 4 marzo 1956     |                 |
| 24 | The Perfect Murder                   | Il delitto perfetto                           | 11 marzo 1956    |                 |
| 25 | There Was an Old Woman               | C'era una volta una vecchia                   | 18 marzo 1956    |                 |
| 26 | Whodunit                             | Chi è stato                                   | 25 marzo 1956    |                 |
| 27 | Help Wanted                          | Cercasi aiutante                              | 1º aprile 1956   |                 |
| 28 | Portrait of Jocelyn                  | Ritratto di Jocelyn                           | 8 aprile 1956    |                 |
| 29 | The Orderly World of Mr. Appleby     | Il mondo ordinato di Mr. Appleby              | 15 aprile 1956   |                 |
| 30 | Never Again                          | Mai più                                       | 22 aprile 1956   |                 |
| 31 | The Gentleman from America           | Il gentiluomo americano                       | 29 aprile 1956   |                 |
| 32 | The Baby Sitter                      | inedito                                       | 6 maggio 1956    | inedito         |
| 33 | The Belfry                           | Il campanile                                  | 13 maggio 1956   |                 |
| 34 | The Hidden Thing                     | inedito                                       | 20 maggio 1956   | inedito         |
| 35 | The Legacy                           | L'eredità                                     | 27 maggio 1956   |                 |
| 36 | Mink                                 | inedito                                       | 3 giugno 1956    | inedito         |
| 37 | Decoy                                | inedito                                       | 10 giugno 1956   | inedito         |
| 38 | The Creeper                          | inedito                                       | 17 giugno 1956   | inedito         |
| 39 | Momentum                             | Reazione a catena                             | 24 giugno 1956   |                 |

## Vendetta
- Titolo originale: Revenge
- Diretto da: Alfred Hitchcock
- Scritto da: Francis M. Cockrell, Samuel Blas

### Trama
Elsa Spann, ex ballerina con alle spalle un esaurimento nervoso, vive con il marito Carl in una roulotte. Mentre è sola, la donna subisce un'aggressione. Successivamente, in strada, indica un uomo come l'autore dell'aggressione e il marito compie la sua vendetta.
- Interpreti: Ralph Meeker (Carl Spann), Vera Miles (Elsa Spann), Frances Bavier (Sig.ra Fergusen), Ray Montgomery (uomo vestito di grigio), John Gallaudet (dottore), Ray Teal (tenente), Norman Willis (poliziotto), John Day (poliziotto), Lillian O'Malley (uomo dell'hotel), Herbert Lytton (tenente).

## Presentimento
- Titolo originale: Premonition
- Diretto da: Robert Stevens
- Scritto da: Harold Swanton

### Trama
Kim, un giovane ragazzo, torna a casa da Parigi dopo quattro anni di assenza. Al ritorno, però, ha lo strano presentimento che ci sia qualcosa di strano. Infatti la sorella Susan, poco tempo dopo, lo informa che suo padre, Greg, è deceduto per infarto poco dopo la sua partenza per Parigi mentre giocava a tennis. Kim non è però convinto sulla causa della morte e vuole riesumare il cadavere, sepolto in una baita di montagna di sua proprietà. Ma quando raggiunge la locazione appare la sorella Susan che lo informa che è stato lui a uccidere il padre, in un impeto di ira, e che tutti i compaesani hanno cercato di dimenticarlo e di farglielo dimenticare.
- Interpreti: John Forsythe (Kim Stanger), Warren Stevens (Perry Stanger), Cloris Leachman (Susan Stanger).

## Grilletti al guinzaglio
- Titolo originale: Triggers in Leash
- Diretto da: Don Medford
- Scritto da: Dick Carr, Allen Vaughn Elston

### Trama
Ross, accusato di esser scappato per non perdere una partita a poker nel saloon della città, si rifugia all'osteria dell'anziana Maggie, la quale non vuole che accada qualcosa nel suo locale. Matt e Ross, infatti, hanno deciso di sfidarsi a duello proprio lì, a mezzogiorno in punto. L'orologio appeso ad una parete del locale, improvvisamente, si ferma a meno di un minuto dall'ora prestabilita, e i due se ne vanno. Il marito di Maggie le farà poi notare che bastava solamente muovere il pendolo per far riattivare l'orologio.
- Interpreti: Gene Barry (Del Delaney), Darren McGavin (Red Hillman), Ellen Corby (Maggie Ryan).

## Non tornare viva
- Titolo originale: Don't Come Back Alive
- Diretto da: Robert Stevenson
- Scritto da: Robert Dennis

### Trama
Un signore, disoccupato e in problemi finanziari, si mette d'accordo con la moglie Ivy di farla scomparire per sette anni allo scopo di far credere che sia morta per ricevere 25.000 $ dall'assicurazione. La donna si trasferisce a San Francisco, ma un ispettore di polizia crede che l'uomo abbia ucciso la moglie e sepolta chissà dove. Dopo 7 anni Ivy ritorna, ma con una terribile notizia: vuole chiedere il divorzio al marito e vuole 15.500 $ per rifarsi una vita a San Francisco. L'uomo non sopporterà questa idea, e la ucciderà veramente, nascondendo il cadavere nel giardino. Ma l'ispettore di polizia, come ogni anno, rivolterà la terra del giardino, ma questa volta avrà completato il suo amato obiettivo: ritrovare il cadavere di Ivy.
- Interpreti: Sidney Blackmer (Frank Partridge), Virginia Gregg (Mildred Partridge), Robert Emhardt (signor Kettle).

## Nell'aria rarefatta
- Titolo originale: Into Thin Air
- Diretto da: Don Medford
- Scritto da: Marian Cockrell

### Trama
Diana Winthorp e sua madre sono appena arrivate a Parigi dopo un viaggio in India. La signora anziana, scesa dal calesse, si sente improvvisamente stanca e decide di andare subito a riposarsi nella stanza riservata dell'albergo, la 342. Le condizioni peggiorano, però, e Diana chiama un dottore, il quale le dice che sua madre ha la febbre, ma che egli non ha con sé le medicine e che le farmacie sono tutte chiuse. Il dottore afferma che sua moglie è capace di preparare il necessario e Diana raggiunge in fretta l'abitazione dei coniugi. Passano due ore. Diana ritorna in albergo, ma sembra che tutti si siano dimenticati di lei e di sua madre. Anche la stanza 342 ora si scopre che è occupata da tre giorni. Considerata come stressata, Diana viene portata da uno psicologo, il quale non è convinto della misteriosa scomparsa della madre della ragazza. Diana ricorda perfettamente l'arredamento della stanza e vuole vederla a tutti i costi. Arrivata sul luogo, però, tutto è cambiato. Ma Diana si accorge che alle pareti c'è della carta da parati, e la strappa via, rivelando la pittura originale. Si verrà poi a sapere che la madre aveva contratto in India la peste bubbonica, che le due ore necessarie per i preparativi medici non erano altro che un pretesto per trasportare via al più presto la signora e che la stanza era stata cambiata e chiusa al pubblico (inventando che fosse riservata) per evitare delle infezioni.
- Interpreti: Pat Hitchcock (Diana Winthrop), Geoffrey Toone (Basil Farnham), Alan Napier (Sir Everett).

## Salvataggio
- Titolo originale: Salvage
- Diretto da: Justus Addiss
- Scritto da: Dick Carr, Fred Freiberger

### Trama
Lois Williams fugge da Springfield e dal suo fidanzato Dan per rifugiarsi dall'amante, Tim. Dan, però, la rivuole indietro a tutti i costi, e sta per arrivare in città. Lois cerca aiuto sia da Tim sia dal proprietario di un locale, ma entrambi rifiutano. Una sera Dan arriva, e propone alla donna di lasciarsi senza combinare guai, dandole i soldi sufficienti per aprirsi una sartoria. Vari mesi dopo Dan ritorna, e scopre che Tim ha proposto a Lois di sposarla. Dan, preso dalla gelosia, ucciderà Lois.
- Interpreti: Gene Barry (Dan Varrel), Nancy Gates (Lois Williams), Maxine Cooper (Mary), Elisha Cook, Jr. (Shorty).

## Crollo nervoso
- Titolo originale: Breakdown
- Diretto da: Alfred Hitchcock
- Scritto da: Francis Cockrell, Louis Pollock

### Trama
William, il capo di una grande azienda, licenzia in tronco e senza troppe preoccupazioni un anziano dipendente. Nel pomeriggio, il capo, mentre guida per le strade di campagna, è vittima di un grave incidente, dopo essersi scontrato con una macchina agricola. William si sveglia, riesce a ragionare, a ricordare però non riesce a muoversi; il suo corpo è bloccato nella macchina, il volante gli preme sotto il mento, forse si è rotto l'osso del collo. Con grandissimi sforzi di volontà, William riesce a far muovere il suo dito mignolo della mano; felice di questo suo traguardo, aspetta impazientemente le prossime persone che passeranno di lì, così muovendo il dito potranno notarlo.
- Interpreti: Joseph Cotten (William Callew), Raymond Bailey (Ed Johnson), Murray Alper (Lloyd), Aaron Spelling (operaio stradale).

## La nostra cuoca è un tesoro
- Titolo originale: Our Cook's a Treasure
- Diretto da: Robert Stevens
- Scritto da: Robert C. Dennis, Dorothy L. Sayers

### Trama
La cuoca dei Montgomery è veramente un tesoro. Prepara i pasti, si preoccupa che tutti i componenti della famiglia mangino a sufficienza, fa attenzione al padrone di casa che sta per rovesciare il latte sul giornale appena arrivato. È così un tesoro da sapere tutto sulle relazioni extraconiugali della signora Montgomery, ma di non essere a conoscenza che sta per essere scambiata per un'assassina che avvelena le giovani e belle padrone di casa.
- Interpreti: Everett Sloane (Ralph Montgomery), Beulah Bondi (signora Sutton), Olan Soule (chimico).

## Scommessa azzardata
- Titolo originale: The Long Shot
- Diretto da: Robert Stevenson
- Scritto da: Harold Swanton

### Trama
Charles, scommettitore ai cavalli, viene a sapere dal giornale che si cerca un autista, preferibilmente londinese, per un viaggio in auto fino a San Francisco. Sapendo che la paga è buona Charles coglie la palla al balzo e si mette in viaggio verso la California accompagnato da un certo signor Hendricks, che porta con sé un'interessante valigetta contenente dei documenti che gli farebbero fruttare molti soldi. Il giocatore, però, non vuole lasciare una simile fortuna nelle mani di quell'uomo, e una sera, con il pretesto di accamparsi in una strada in mezzo al deserto, fingendo di essersi perso, lo investe con l'automobile e ruba la valigia. Arrivato a San Francisco consegna i documenti ad un certo signor Knox, fingendosi Hendricks, il quale però gli dice che il vero signor Hendricks è stato assassinato. Charles si sente perduto, e confessa di averlo ucciso. Ma il sergente Baker non vuole credergli, perché dice che Hendricks è stato assassinato a colpi di pistola a New York più di un mese fa. Si viene così a capire che l'uomo con la valigia era un omicida e che Charles non ha fatto altro che aiutare la legge a catturarlo, seppur uccidendolo, e che verrà ricompensato. L'episodio si chiude con la risata incredula del giocatore.
- Interpreti: Peter Lawford (Charles 'Charlie' Folliot Raymond), John Williams (Walker Hendricks).

## Il caso del signor Pelham
- Titolo originale: The Strange Case of Mr Pelham
- Diretto da: Alfred Hitchcock
- Scritto da: Francis Cockrell, Anthony Armstrong

### Trama
Il signor Pelham ha un grave problema: quando arriva a casa dal lavoro, Petersen, il maggiordomo, dice che fino a pochi minuti prima egli era lì, e quando va a lavorare trova già i documenti firmati. Cosa accade? E perché nella sua camera c'è un doppione dei suoi abiti e delle chiavi di casa? E perché quando un giorno torna a casa trova un suo sosia?
- Interpreti: Tom Ewell (Albert Pelham), Raymond Bailey (dottor Harley), Diane Brewster (segretaria).

## Il testimone colpevole
- Titolo originale: Guilty Witness
- Diretto da: Robert Stevens
- Scritto da: Robert C. Dennis, Morris Hershman

### Trama
I signori Verber non sono una coppia felice. Non lo sono mai stati, nemmeno dopo la nascita del loro primogenito. Una sera, però, i due litigano orribilmente, e il giorno dopo il marito scompare. Dopo tre giorni non v'è traccia dell'uomo e la signora Crane, moglie di un negoziante, che abita al piano sottostante, chiama la polizia, e il Detective Halloran comincia a investigare. Perquisendo tutto il condominio si arriva anche alle cantine, e lì, nascosta dietro l'ascensore, c'è una carrozzina.
- Interpreti: Judith Evelyn (Amelia Verber), Kathleen Maguire (Dorothy Crane), Joseph Mantell (Stanley Crane), Ed Kemmer (Ben Verber).

## Babbo Natale e il ragazzo della Decima strada
- Titolo originale: Santa Claus and the Tenth Avenue Kid
- Diretto da: Don Weis
- Scritto da: Marian Cockrell, Margaret Cousins

### Trama
Un ladro viene rilasciato pochi giorni prima di Natale, ma a una condizione: che faccia del volontariato per i bambini del circondario, vestendosi da Babbo Natale. Un giorno incontra un bambino, il quale non crede al suo travestimento, e lo sfida: se riuscirà a regalargli un jet-giocattolo, allora saprà che egli è il vero Babbo Natale. Così il ladro ruberà l'aeroplano e lo porterà al bambino, proprio la Vigilia di Natale.
- Interpreti: Barry Fitzgerald (Harold 'Stretch' Sears), Virginia Gregg (signora Clementine Webster).

## Il vaso di Cheney
- Titolo originale: The Cheney Vase
- Diretto da: Robert Stevens
- Scritto da: Robert Blees

### Trama
Martha Cheney, anziana e invalida superstite di una ricca famiglia, vuole proteggere a tutti i costi un vaso antichissimo appartenuto ai suoi avi. Lyle Endicott, il curatore di un museo, desidera prendere l'oggetto alla signora, e le scriverà una lettera per avvicinarvisi sempre più.
- Interpreti: Patricia Collinge (Martha Cheney), Darren McGavin (Lyle Endicott), Carolyn Jones (Pamela Waring), George Macready (Herbert Koether), Kathryn Card (Bella), Ruta Lee (Ruby Boyenton).

## Una pallottola per Baldwin
- Titolo originale: A Bullet for Baldwin
- Diretto da: Justus Addiss
- Scritto da: Eustace Cockrell, Francis Cockrell, Joseph Ruscoll

### Trama
Dopo essere stato licenziato, il signor Stepp uccide a colpi di pistola il suo capo, ma al ritorno in ufficio quest'ultimo è misteriosamente vivo senza alcun ricordo dell'incidente.
- Interpreti: John Qualen (signor Stepp), Sebastian Cabot (Nathaniel Baldwin), Phillip Reed (Walter King).

## Scambio
- Titolo originale: The Big Switch
- Diretto da: Don Weis
- Scritto da: Richard Carr, Cornell Woolrich

### Trama
L'ispettore Al sta tenendo d'occhio da ormai molto tempo Sam Dunleavy, un affiliato malavitoso, nella Chicago del 1920, ma non ha le prove per incastrarlo. Sam vuole uccidere la sua fidanzata, Goldie, una ballerina, perché accusata di tradimento. Si avvale così della collaborazione del suo capo, Barney, che gli fornirà un alibi, fingendo di fare una partita a poker, in una stanza chiusa sul retro dell'edificio, e gli mostrerà un passaggio segreto, posto in una cabina telefonica, che immette all'esterno del locale. Sam si intrufola nell'appartamento di Goldie, armato di una pistola, pronto per ucciderla, ma lei si salva dicendo di aver chiamato suo figlio Dunleavy. Il malavitoso torna dal boss, il quale incidentalmente si spara un colpo di pistola, perché stava lucidando quest'ultima; l'ispettore Al può finalmente arrestare Sam con l'accusa di omicidio e fargli trascorrere il resto dei suoi giorni nella prigione di San Quintino.
- Interpreti: George Mathews (Sam Dunleavy), Beverly Michaels (Goldie), George E. Stone (Barney).

## Bisogna avere fortuna
- Titolo originale: You Got to Have Luck
- Diretto da: Robert Stevens
- Scritto da: Eustace Cockrell, Francis Cockrell, S. R. Ross

### Trama
Sam Cobbett è appena evaso da un penitenziario e la polizia è già sulle sue tracce, mettendo alle sue costole un elicottero. Durante la sua fuga si imbatte in una fattoria e decide di prendere in ostaggio la sua occupante, Mary Schaffner. Dopo avere cucinato delle uova per Sam, Mary è obbligata a rispondere al telefono che squilla: è la figlia di Maude, la sua migliore amica, che le dice che verranno a trovarla. La bambina intuisce però che c'è qualcosa di strano nella voce della donna, e lo riferisce alla madre, che avviserà la polizia. Alle sei in punto, l'uomo viene catturato dai funzionari.
- Interpreti: John Cassavetes (Sam Cobbett), Marisa Pavan (Mary Schaffner).

## La sorella maggiore
- Titolo originale: The Older Sister
- Diretto da: Robert Stevens
- Scritto da: Robert C. Dennis, Lillian de La Torre

### Trama
Una giornalista, Nell Cutt, si presenta, vari anni dopo la tragedia, a casa delle sorelle Borden, convinta di voler scoprire la verità. Emma, la sorella maggiore, è decisa ad andare via da Fall River lasciando così sola Lizzie, accusata di avere ucciso i propri genitori. La giornalista viene proprio scacciata da quest'ultima, dopo aver intuito che l'arma del delitto, un'ascia, era stata nascosta dietro il camino. Lizzie vuole sbarazzarsi dell'oggetto, ma ecco che entra la sorella, e durante il discorso si viene a sapere che l'assassina è Emma e che Lizzie l'ha protetta per tutti questi anni. La sorella maggiore lascia la casa proprio mentre entra ancora la giornalista, che intuisce la verità, ma Lizzie, brandendo l'ascia, la minaccia, e così Nell Cutt terrà per sé stessa la scoperta.
- Interpreti: Joan Lorring (Emma Borden), Carmen Mathews (Lizzie Borden).

## La morte in vendita
- Titolo originale: Shopping for Death
- Diretto da: Robert Stevens
- Scritto da: Ray Bradbury

### Trama
Due negozianti in pensione, il signor Foxe e Shaw, hanno scoperto che quando la temperatura raggiunge i 92 gradi Fahrenheit si è più propensi a commettere un omicidio rispetto a quando fa meno caldo.
- Interpreti: Jo Van Fleet (signora Shrike), Robert Harris (Clarence Fox), Michael Ansara (macellaio).

## I derelitti
- Titolo originale: The Derelicts
- Diretto da: Robert Stevenson
- Scritto da: Robert C. Dennis, Terence Maples

### Trama
La famiglia Cowell non ha abbastanza denaro per vivere. È tutta colpa di Herta, che spende troppo, e di Alfred Sloane, socio in affari di Ralph Cowell, che ora gli chiede il 15% delle quote. Ma Ralph ha trovato una soluzione. E così, una sera, strangola il socio con la propria sciarpa e abbandona il cadavere su una panchina. Non ha tenuto conto di due cose, però: ha dimenticato un promemoria, nel quale è scritto che deve al suo socio le quote, nel portasigarette del morto e si è fatto vedere da due senzatetto, i quali non perdono l'occasione per ricattarlo.
- Interpreti: Robert Newton (Peter J. Goodfellow), Phillip Reed (Ralph Cowell).

## E così morì Riabouchinska
- Titolo originale: And So Died Riabouchinska
- Diretto da: Robert Stevenson
- Scritto da: Mel Dinelli, Ray Bradbury

### Trama
Il signor Silver viene ucciso in un teatro. John Fabian, ventriloquo, è accusato dell'omicidio, ma la sua bambola, Riabouchinska, rivelerà il nome dell'assassino.
- Interpreti: Claude Rains (John Fabian), Charles Bronson (detective Krovitch).

## Salvacondotto
- Titolo originale: Safe Conduct
- Diretto da: Justus Addiss
- Scritto da: Andrew Solt

### Trama
Durante un viaggio in treno verso un paese dell'Est Europa, la giornalista americana Mary Prescott farà molte conoscenze di personaggi piuttosto singolari, come il professor Klopka o il sergente Jan Gubak, che gli racconteranno la propria storia.
- Interpreti: Claire Trevor (Mary Prescott), Jacques Bergerac (Jan Gubak).

## Il posto delle ombre
- Titolo originale: Place of Shadows
- Diretto da: Robert Stevens
- Scritto da: Robert C. Dennis

### Trama
Ray Clements si reca sotto falso nome, quello dell'amico Answer, in un monastero per vendicarsi di Rocco, che si è nascosto nell'edificio, perché gli ha sottratto 15.000 dollari. Padre Vincente, il monaco più importante, scopre la vera identità del giovane e lo sorprende nell'atto di uccidere l'altro ragazzo. Lo ferma e lo riaccompagna alla stazione ferroviaria. Ray Clements incontra lì Answer, che ha scoperto tutta la faccenda, il quale gli spara, ferendolo allo stomaco. Ma il ragazzo riesce a prendere la sua pistola e uccide l'aggressore. Ferito, si dirige verso il monastero dove Fratello Gerard lo aiuterà e lo nasconderà dalla polizia che ha già scoperto l'omicidio. Poco prima di morire, Padre Vincente gli rivelerà che Rocco era morto poco prima che lui arrivasse lì la prima volta.
- Interpreti: Everett Sloane (Padre Vincente), Sean McClory (Fratello Gerard), Mark Damon (Ray Clements).

## Ci rivedremo a Natale
- Titolo originale: Back for Christmas
- Diretto da: Alfred Hitchcock
- Scritto da: Francis Cockrell, John Collier

### Trama
La signora Carpenter è veramente insopportabile: in casa deve sempre comandare lei. Il povero marito, Herbert, sta diventando quasi pazzo a forza di vivere con lei. Tant'è che le ha già scavato la fossa, in cantina, fingendo di creare una cella per il vino nel pavimento. Così un giorno, mentre la donna è chinata per osservarla, Herbert la stordisce con un bastone e la seppellisce viva. Decide di trasferirsi da New York a Los Angeles, dicendo di essersi trasferito per motivi di lavoro, e che tornerà solamente a Natale. Un giorno, però, gli viene recapitato un documento nel quale viene specificato che erano stati richiesti degli scavi nella cantina per creare una cella per il vino nel pavimento dalla moglie defunta, a sua insaputa.
- Interpreti: John Williams (Herbert Carpenter), Isabel Elsom (Hermione Carpenter).

## Il delitto perfetto
- Titolo originale: The Perfect Murder
- Diretto da: Robert Stevens
- Scritto da: Victor Wolfson, Stacey Aumonier

### Trama
Temendo d'essere lasciati fuori dal testamento della zia Rosalie, i fratelli Tallendier si organizzano per mettere le mani sull'eredità.
- Interpreti: Hurd Hatfield (Paul Tallendier), Mildred Natwick (zia Rosalie Tallendier).

## C'era una volta una vecchia
- Titolo originale: There Was an Old Woman
- Diretto da: Robert Stevenson
- Scritto da: Marian Cockrell, Jerry Hackady, Harold Hackady

### Trama
Monica Laughton è un'anziana e ricca signora, ma piuttosto eccentrica, tant'è che molti pensano che non sia molto normale. I signori Bramwell, giovani coniugi, hanno scoperto che il furto è la loro vocazione e decidono di derubare anche la signora Laughton. Il denaro però non si trova da nessuna parte e la padrona di casa non fa altro che parlare con delle persone invisibili, che solo lei riesce a vedere. Nella villa non c'è nemmeno cibo e i due ladri cominciano ad alterarsi. La sera, Frank Bramwell, brandendo un coltello a serramanico, minaccia Monica Laughton di uccidere lei e tutti gli invisibili presenti se non gli avesse rivelato l'ubicazione del denaro. La donna dice di aspettare fino a domattina. I due coniugi si svegliano alle 7 e si dirigono subito in cucina, dove la signora ha preparato delle deliziose tartine. Le divorano avidamente, non aspettandosi le conseguenze: i due infatti moriranno, perché il cibo era avvelenato. E quando il lattaio chiederà il conto alla signora, ella gli rivelerà l'ubicazione del denaro: la borsetta dalla quale non si separa mai.
- Interpreti: Estelle Winwood (Monica Laughton), Charles Bronson (Frank Bramwell).

## Chi è stato
- Titolo originale: Whodunit?
- Diretto da: Francis Cockrell
- Scritto da: Francis Cockrell, Marian Cockrell, C. B. Gilford

### Trama
Alexander Arlington, defunto scrittore, viene a scoprire che è stato ucciso. Verrà rimandato sulla Terra per scoprire l'omicida, ma ha solo due giorni di tempo.
- Interpreti: John Williams (Alexander Penn Arlington), Amanda Blake (Carol Arlington).

## Cercasi aiutante
- Titolo originale: Help Wanted
- Diretto da: James Neilson
- Scritto da: Robert C. Dennis, Mary Orr, Reginald Denham, Stanley Ellin

### Trama
Il signor Crabtree, 52 anni, sposato da 27 con Laura, ha urgente bisogno di denaro per la moglie malata, che richiede trattamenti e un'operazione costosissimi. Finalmente, un giorno, un dirigente lo chiama al telefono dicendo che ha trovato un lavoro per lui come giornalista. Dovrà scrivere articoli di vario genere e riceverà 100 dollari a settimana. Il signor Crabtree accetta e il giorno dopo si reca nel suo ufficio, che si trova ai piani alti di un grattacielo. Dopo un mese viene a trovarlo un signore misterioso, del quale non si conosce nulla, nemmeno il nome, e che dice di essere il suo capo. Lo informa che tutti gli articoli che ha scritto li ha bruciati, perché a lui non interessavano, il suo scopo era un altro: trovare una persona adatta per uccidere il primo marito della moglie attuale, che si credeva fosse morto, e che ora lo ricatta. Dice, inoltre, al signor Crabtree, che non ha altra scelta, perché altrimenti sua moglie morirà. Il giorno seguente nell'ufficio si presenta un uomo che dice di essere venuto lì per ritirare dei soldi. Il signor Crabtree capisce che è lui il bersaglio, ma all'ultimo momento si arrabbia, comincia a gridare, e in un impeto di ira scaraventa fuori dalla finestra aperta l'uomo. Il dirigente senza nome vede l'uomo precipitare, capisce che il lavoro è stato fatto, e mette in una cassetta della posta una busta, indirizzata a Crabtree, che contiene un anno di stipendio. Chiama al telefono l'omicida e lo mette al corrente che non ha più bisogno di lui, che può vivere felice, e che il suo nome non è mai esistito in quel grattacielo. Pochi minuti dopo, però, si presenta nell'ufficio un altro uomo che chiede anch'egli i soldi del ricatto. Il povero signor Crabtree capisce di aver ucciso la persona sbagliata, e dice all'uomo che non sa nulla del denaro e che lì non è mai esistita nessuna persona che porta il suo nome.
- Interpreti: John Qualen (signor Crabtree), Lorne Greene (Mr. X).

## Ritratto di Jocelyn
- Titolo originale: Portrait of Jocelyn
- Diretto da: Robert Stevens
- Scritto da: Harold Swanton, Edgar Marvin

### Trama
Mark e Debbie Halliday, giovani coniugi, stanno festeggiando il loro primo anniversario di matrimonio e il marito ha deciso di regalarle un ritratto raffigurante lei. Quando vanno a ritirarlo, però, hanno una sorpresa: il dipinto è sbagliato, perché il soggetto è Jocelyn, la prima moglie di Mark, scomparsa da cinque anni. Il giorno dopo, il marito si dirige subito da Jeff Harrison, il proprietario della galleria d'arte. Non sa spiegare nemmeno lui l'accaduto, ma gli rivela di aver ricevuto due anni fa una lettera da Jocelyn: era a Shell Harbour, e diceva di non aver mai amato Mark. I due si dirigono proprio in quella località e non solo ricevono in affitto la casa dove Jocelyn e Mark trascorrevano le vacanze, ma trovano anche i fiori preferiti della moglie, il suo cappotto, e un busto che la raffigura. Viene più tardi a ritirare il busto un certo Arthur Clymer, dicendo che è uno dei suoi primi lavori. Afferma anche di avere avuto un soggetto vero: Jocelyn. Mark Halliday, incuriosito, gli fa visita la sera e chiede di voler vedere Jocelyn. Clymer però dice, dopo varie minacce, di averla uccisa e sepolta nel giardino. Ma Mark Halliday risponde che non può esser vero, perché è stato lui stesso ad averla uccisa, cinque anni prima. Dopo una breve lotta, Jeff Harrison compare sul luogo armato di pistola e la punta contro Mark. Arthur Clymer si rivela in verità essere un agente di polizia, che non riusciva a trovare le prove per incastrare il signor Halliday dell'omicidio di Jocelyn.
- Interpreti: Philip Abbott (Mark Halliday), Nancy Gates (Debbie Halliday).

## Il mondo ordinato di Mr. Appleby
- Titolo originale: The Orderly World of Mr. Appleby
- Diretto da: James Neilson
- Scritto da: Victor Wolfson, Robert C. Dennis, Stanley Ellin

### Trama
Laurence Appleby è un commerciante di antiquariato molto ordinato, e guadagna molto denaro. Un giorno, però, decide di uccidere la moglie, e cerca di trovare il modo più perfetto per farlo: toglierle un tappeto dai piedi mentre ci cammina sopra.
- Interpreti: Robert H. Harris (Lawrence Appleby), Meg Mundy (Martha Sturgis), Michael Ansara (Dizar).

## Mai più
- Titolo originale: Never Again
- Diretto da: Robert Stevens
- Scritto da: Gwen Bagni, Irwin Gielgud, Stirling Silliphant, Adela Rogers St. Johns

### Trama
Karen, una donna con problemi per l'alcool, si risveglia in un ospedale. Cercherà di ricostruire cosa è accaduto la sera prima.
- Interpreti: Phyllis Thaxter (Karen Stewart), Louise Albritton (Renee Marlow).

## Il gentiluomo americano
- Titolo originale: The Gentleman from America
- Diretto da: Robert Stevens
- Scritto da: Francis Cockrell, Michael Arlen

### Trama
Londra, 1940. Howard Latimer, un gentiluomo americano, è un grande giocatore d'azzardo. Un giorno incontra due uomini, Sir Stephen Hurstwood e Hanson, i quali gli propongono una bizzarra scommessa: trascorrere una notte in un vecchio castello ritenuto infestato dai fantasmi. Latimer accetta. I due gli danno tre oggetti: una pistola, con 7 proiettili, che potrebbe servirgli per difendersi da un eventuale attacco degli spiriti; un solo fiammifero, con il quale dovrà accendere l'unica candela della stanza; un libro, narrante la storia dei due fantasmi. Latimer si mette a leggerlo, venendo a sapere che gli spiriti sono quelli di due ragazze uccise molti anni prima. Ad un certo punto l'uomo vede comparire nell'oscurità una figura totalmente illuminata e splendente, fluttuante e decapitata, che si avvicina sempre più. Latimer scarica la pistola contro il fantasma, che non si dissolve, e quindi sviene. Cinque anni dopo, Hurstwood e Hanson tornano al castello e scoprono che Latimer è fuggito. Ma, poco dopo, proprio quest'ultimo si presenta alla porta. All'improvviso, agguanta il collo di Sir Stephen e cerca di strangolarlo. I due iniziano un duello sulle scale che portano al primo piano, dove Latimer cerca di uccidere l'altro con un bastone, ma viene fermato da due uomini in camice bianco, che lo avvolgono in una camicia di forza.
- Interpreti: Biff McGuire (Howard Latimer), Ralph Clanton (Sir Stephen Hurstwood), John Alderson (attendente).

## The Baby Sitter
- Diretto da: Robert Stevens
- Scritto da: Sarett Rudley, Emily Neff

### Trama
Lottie Slocum è la baby-sitter dei Nash. La signora Nash è una donna molto bella, e attira molto l'attenzione degli uomini. Un giorno viene trovata uccisa, strangolata, e sospettano dell'omicidio la baby sitter. Ella però non sa niente, o non vuole dire nulla. Dopo insistenti interrogatori, la polizia si accorge che non è lei l'assassina. La donna decide di scrivere una lettera al signor Nash, nella quale dice che lei non ha visto nulla di ciò che è accaduto. Tramite un flashback, viene mostrato che, la sera dell'omicidio, la signora tornò a casa con l'amante, il signor De Mario, e che il signor Nash vide tutto. La scena torna al presente, e proprio quest'ultimo si presenta a casa della baby sitter. La donna gli mostra la lettera, ma lui, dopo averla letta velocemente, la brucia. Infine, strangola Lottie.
- Interpreti: Thelma Ritter (Lottie Slocum), Mary Wickes (Blanche Armstaedter), Michael Ansara (signor DeMario).

## Il campanile
- Titolo originale: The Belfry
- Diretto da: Herschel Daugherty
- Scritto da: Robert C. Dennis, Allan Vaughan Elston

### Trama
Clint Ringle è innamorato della giovane Ella Marsh, la maestra di scuola del paese, e desidera ardentemente sposarla. Un giorno, però, ella gli dice di essersi da poco fidanzata con il signor Walt. Egli è fuori dalla scuola-chiesa che la aspetta. Clint, che ha preso male la notizia, uccide con un'accetta il signor Walt e ne abbandona il cadavere in mezzo alla strada, proprio di fronte alla ragazza. Fugge nel bosco, sotto un forte temporale, e l'intero paese si è già messo alla sua ricerca. Vede all'improvviso il campanile sulla scuola-chiesa e, dopo aver scalato l'edificio, si nasconde al suo interno. Nessuno sa della sua presenza. Ma un giorno, appena svegliato, la campana lo colpisce in pieno volto. Clint caccia un grido. Lo sceriffo, pensando che sia accaduto un altro omicidio, continua a suonare la campana, e la visuale si centra sulla torretta, lasciando immaginare la terribile fine.
- Interpreti: Jack Mullaney (Clint Ringle), Pat Hitchcock (Ellie Marsh).

## The Hidden Thing
- Diretto da: Robert Stevens
- Scritto da: James Cavanagh, A. J. Russell

### Trama
Laura e Dana sono da poco fidanzati e già pensano a sposarsi. Una sera si fermano per cenare in un ristorante in aperta campagna ma, sulla soglia dell'ingresso, la donna si accorge di aver dimenticato la borsa nell'automobile. Mentre attraversa la strada, un veicolo la travolge e la uccide proprio davanti agli occhi del fidanzato. Per catturare l'assassino, Dana si affida alle cure di uno psicologo che lo ipnotizza e gli fa ricordare la targa del veicolo.
- Interpreti: Biff McGuire (Dana Edwards), Robert H. Harris (John Hurley).

## L'eredità
- Titolo originale: The Legacy
- Diretto da: James Neilson
- Scritto da: Gina Kaus, Andrew Solt

### Trama
Il principe Burhan è in vacanza sulle coste della California. Si innamora di una ragazza, Irene, la quale però è sposata e non accetta l'amore del principe. L'uomo si offende, e promette di suicidarsi e di lasciarle tutto in eredità. Vari giorni dopo, il principe muore in un grave incidente stradale. È stato suicidio o assassinio?
- Interpreti: Leora Dana (Irene Cole), Jacques Bergerac (principe Burhan).

## Mink
- Diretto da: Robert Stevenson
- Scritto da: Irwin Gielgud, Gwen Bagni

### Trama
Una casalinga, con problemi di denaro, ruba ad una famiglia ricchissima un vaso che vale 400 $.
- Interpreti: Ruth Hussey (Paula Hudson), Vinton Hayworth (sergente Delaney).

## Decoy
- Diretto da: Arnold Laven
- Scritto da: Bernard C. Schoenfeld, Richard George Pedicini

### Trama
Gil Larkin è l'amante di una cantante sposata, Mona, che vorrebbe uccidere il proprio marito. L'amante, però, non vuole permetterle di fare una simile cosa e promette di andare a parlare direttamente con il marito. Arrivato sul posto, viene stordito davanti all'uomo che viene ucciso da un colpo di pistola. Gil si risveglia e si ritrova sospettato di omicidio.
- Interpreti: Robert Horton (Gil Larkin), Cara Williams (Mona Cameron), Frank Gorshin (Page).

## The Creeper
- Diretto da: Herschel Daugherty
- Scritto da: James Cavanagh, Joseph Ruscoll

### Trama
"The Creeper" (il rampicante) terrorrizza New York strangolando delle giovani e belle donne con problemi di gelosia da parte dei mariti. Una ragazza, che è in questa situazione, decide di barricarsi in casa per sfuggire all'assassino. Ma non sa che è già entrato nell'appartamento...
- Interpreti: Constance Ford (Ellen Grant), Steve Brodie (Steve Grant).

## Reazione a catena
- Titolo originale: Momentum
- Diretto da: Robert Stevens
- Scritto da: Francis Cockrell, Cornell Woolrich

### Trama
Dick Paine ha gravi problemi finanziari e il suo capo si rifiuta di dargli un aumento. Decide di entrare nella casa del principale e di rubare la somma che gli serve. La sera, perciò, entra dalla finestra nello studio dell'uomo e prende il denaro. Ma il proprietario entra armato di pistola e, durante una colluttazione, viene ucciso da Dick. Questi prende l'arma e se la mette in tasca, quindi fugge. Sentendosi in pericolo, avvisa la moglie di fuggire per il Messico promettendole di raggiungerla dopo poche ore. Improvvisamente, suona alla porta un uomo e Dick pensa che sia la polizia. Accade un'altra colluttazione, e l'estraneo riesce a sparare e a ferire Paine. L'uomo però non è un poliziotto, bensì una persona che voleva comprare l'appartamento. Sentendo la sirena di una volante, Dick fugge e sale su un taxi. Ma a metà del percorso la radio trasmette la sua descrizione fisica, e l'autista lo riconosce. Dick lo porta in un bosco e lo stordisce. Rubato il veicolo, il fuggitivo raggiunge il deposito degli autobus. Ormai vicino alla morte, l'uomo raggiunge la moglie, e le confessa, felice, di essere riuscito a ottenere i soldi. Dick muore fra le braccia della ragazza.
- Interpreti: Skip Homeier (Richard Paine), Joanne Woodward (Beth Paine).